# Vamping the Vamp
Vamping the Vamp è un cortometraggio muto del 1918 diretto da Alfred Santell.

## Produzione
Il film fu prodotto dalla Nestor Film Company e dall'Universal Film Manufacturing Company.

## Distribuzione
Distribuito dall'Universal Film Manufacturing Company, il film - un cortometraggio di una bobina - uscì nelle sale cinematografiche statunitensi il 28 gennaio 1918.